# Ergometrin
Ergometrin, auch Ergonovin oder Ergobasin genannt, ist eine natürlich vorkommende chemische Verbindung aus der Gruppe der Mutterkornalkaloide.

## Vorkommen
Ergometrin ist eines der Hauptalkaloide, das von dem Mutterkornpilz Claviceps purpurea sowie weiteren Vertretern der Familie der Clavicipitaceae produziert wird und kann darüber hinaus auch in verschiedenen Windengewächsen nachgewiesen werden.

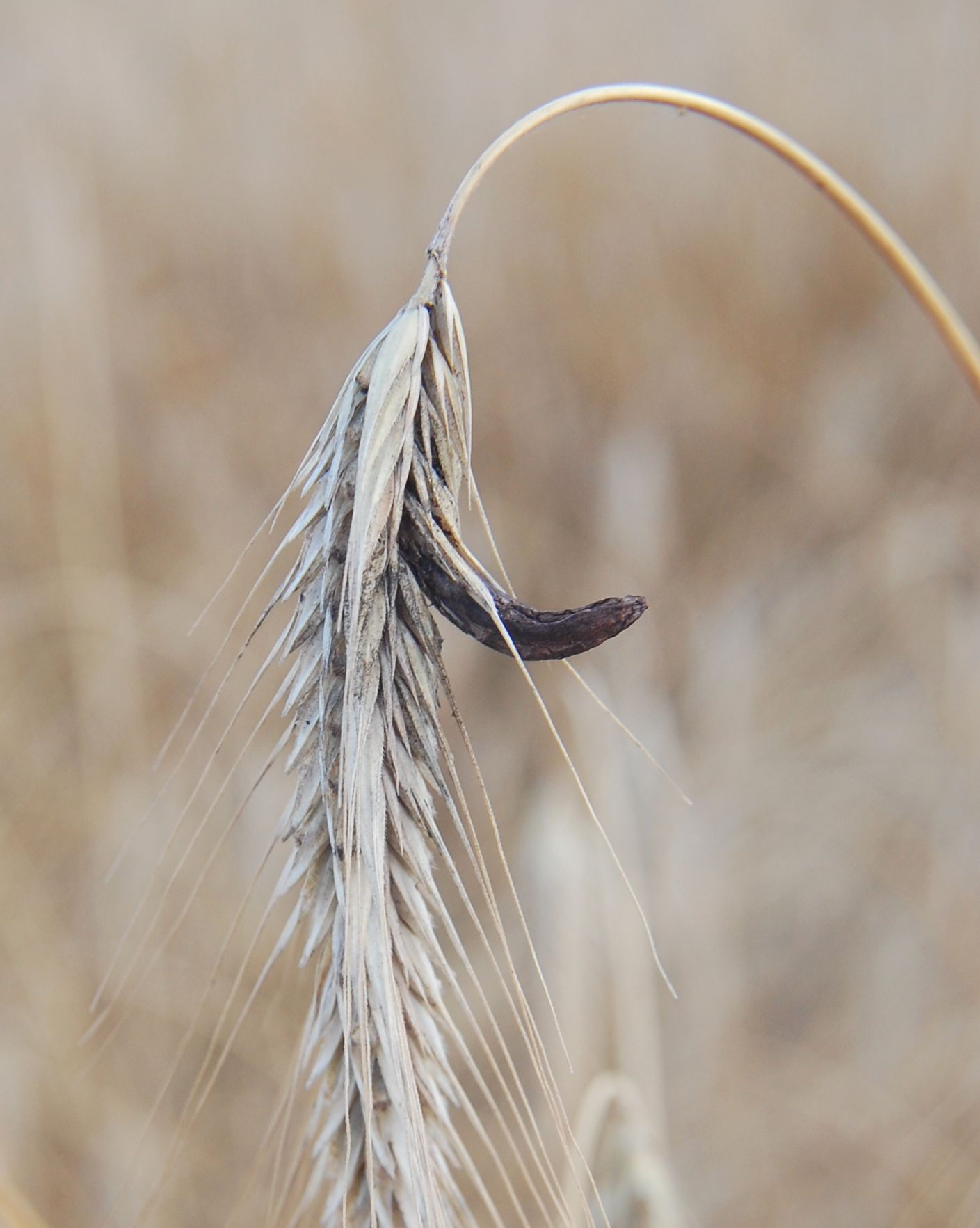
Roggenähre mit Mutterkorn

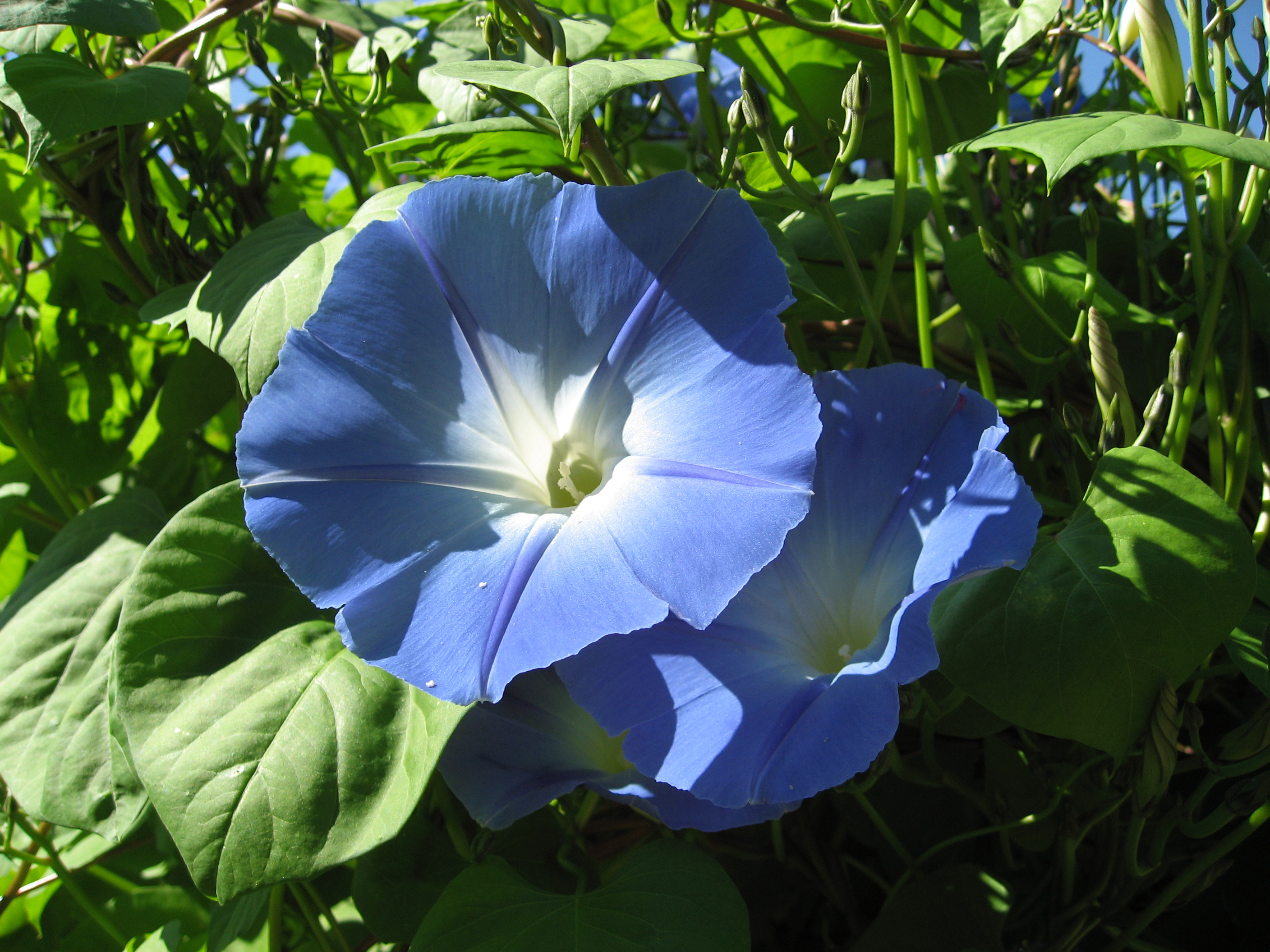
Himmelblaue Prunkwinde

Seine Isolierung aus dem Mutterkorn wurde erstmals 1935 von Arthur Stoll beschrieben.

## Verwendung
Dieses Alkaloid wird in der Geburtshilfe auf Grund seiner Gebärmutter kontrahierenden Wirkung eingesetzt. Auf Grund der Gefahr von Dauerkontraktionen ist seine Anwendung auf Nachgeburtsperiode zur Lösung der Plazenta, zur Stillung von Blutungen nach Lösung der Plazenta und zur Rückbildung der Gebärmutter im Wochenbett beschränkt. Wenngleich Ergometrin in der WHO-Liste der unverzichtbaren Arzneimittel aufgezählt ist, spielt diese Substanz, im Gegensatz zu seinem Abkömmling Methylergometrin, in der westlichen Welt keine therapeutische Rolle mehr.

## Rechtsstatus
Piperonal fällt unter die Kategorie 1 des Grundstoffüberwachungsgesetzes als direkter Vorläufer von Betäubungsmittel. Damit ist der Handel, Herstellung, die Ein- und Ausfuhr genehmigungs- und meldepflichtig.